# Raimon de Miraval

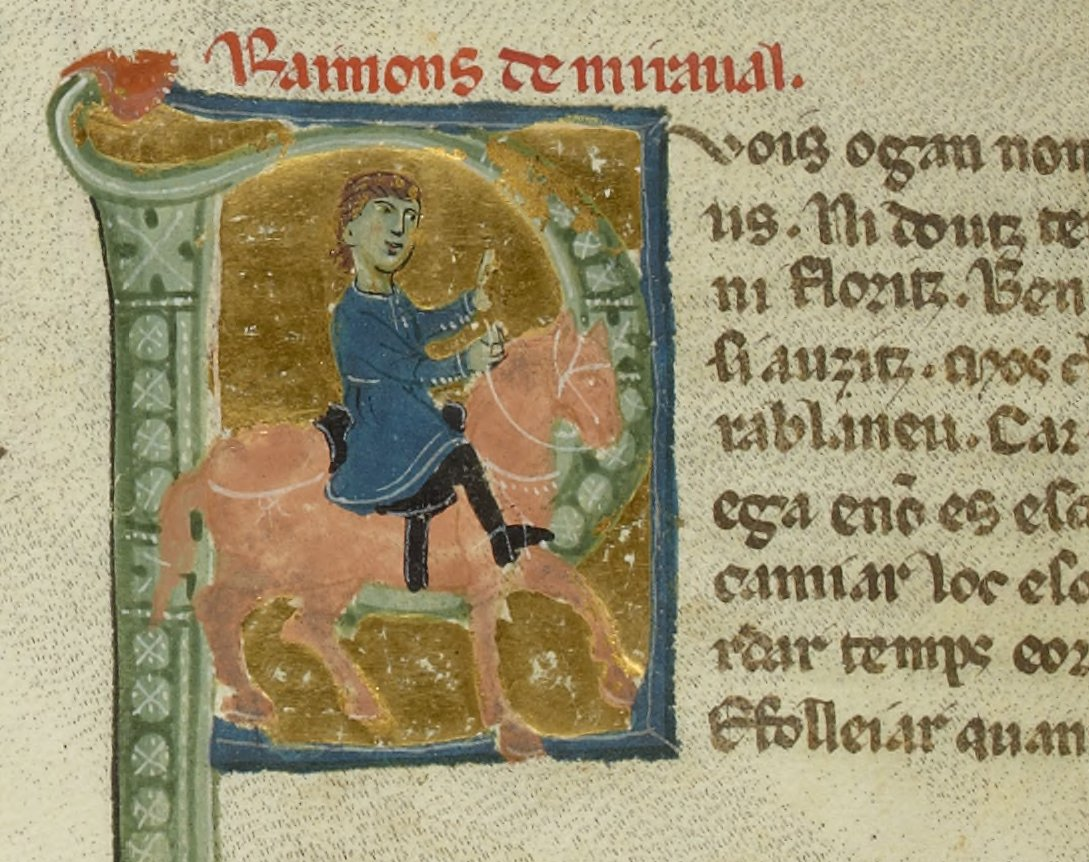
BnF ms. 854 fol. 67v; cançoner I

Raimon de Miraval (1191-1229) va ser un senyor i trobador occità.
Cavaller del Carcassés, Miraval només posseïa la quarta part del castell de Miraval i segons la tradició en aquell castell només hi havia quaranta homes. Va ser vassall de Ramon VI de Tolosa, de Bertrand de Saissac i després de Pere el Catòlic. Va participar en la batalla de Muret l'any 1213 i probablement després d'aquesta va fugir a Espanya. Va morir al convent de Santa Clara a Lleida.
Va ser un trobador defensor de la poesia senzilla (trobar leu). L'amor cortès va ser el tema predilecte de les seves obres.
Es conserven 45 poesies seves, de les quals 22 amb música. La majoria són cançons, amb algun sirventès.
Una obra coneguda és la seva resposta a un sirventès que li va enviar el també trobador i senyor Huguet de Mataplana. El trobador català l'acusava d'haver procedit sense noblesa en rebutjar la seva dona Gaudairença amb el pretext de ser trobairitz i escriure versos. Miraval va respondre a Mataplana amb un altre sirventès construït amb el mateix estrofisme defensant-se de l'atac, afirmant que un cavaller pot abandonar la seva muller si la va prendre per inexperiència, i que quan una altra dona li atorga el seu amor aquest ha de rendir-li el degut homenatge. Gaudairença (o Caudairenga) és l'autora de la cançó (avui perduda) Coblas e dansas.